# Superiore generale dei redentoristi
Il superiore generale è il moderatore supremo della Congregazione del Santissimo Redentore, fondata da sant'Alfonso Maria de' Liguori. 

## Funzioni
Il superiore generale è eletto dal capitolo generale per sei anni ed è rieleggibile.
Può essere eletto superiore generale ogni membro della congregazione che sia sacerdote, abbia compiuto 35 anni di età e abbia professato i voti perpetui da almeno 7 anni. 
Egli convoca e presiede il capitolo generale, organo supremo del governo interno dell'istituto; insieme con i suoi consiglieri, forma il governo generale, che è l'organo direttivo ed esecutivo permanente.
Ha autorità su tutte le province, le vice-province, le regioni, le comunità e i membri dell'istituto. Rappresenta ufficialmente  tutta la congregazione e ne è il primo animatore e coordinatore. Cura le relazioni dell'istituto con la Santa Sede e i rapporti con le altre istituzioni civili ed ecclesiastiche.

## Serie dei superiori generali
- Alfonso Maria de' Liguori (6 maggio 1743 - 1º agosto 1787), fondatore
- Andrea Villani, C.SS.R.[1] (1º agosto 1787 - 11 Aprile 1792 deceduto)
- Pietro Paolo Blasucci, C.SS.R. (1793 - 13 giugno 1817 deceduto)
- Nicola Mansione, C.SS.R. (26 settembre 1817 - 13 dicembre 1823 deceduto)
- Celestino Maria Cocle, C.SS.R. (11 giugno 1824 - 13 ottobre 1831 dimesso)
- Giancamillo Ripoli (gennaio 1832 - 16 febbraio 1850 deceduto)
- Vincenzo Trapanese (20 giugno 1850 - febbraio 1854 cessato)
- Giuseppe Lordi (marzo 1854 - 15 dicembre 1854 deceduto)
- Nicolás Maurón, C.SS.R. (2 maggio 1855 - 13 luglio 1893 deceduto)
- Matthias Raus, C.SS.R. (1º marzo 1894 - 27 aprile 1909 dimesso)
- Patrick Murray, C.SS.R. (1º maggio 1909 - 25 aprile 1947 dimesso)
- Leonardus Buys, C.SS.R. (30 aprile 1947 - 27 giugno 1953 deceduto)
- William Charles Philip Gaudreau, C.SS.R. (6 febbraio 1954 - 11 settembre 1967 dimesso)
- Tarcisio Ariovaldo Amaral, C.SS.R. (7 novembre 1967 - 17 settembre 1973 cessato)
- Josef Georg Pfab, C.SS.R. (novembre 1973 - 24 novembre 1985 deceduto)
- Juan Manuel Lasso de la Vega y Miranda, C.SS.R. (1985 - 9 settembre 1997)
- Joseph William Tobin, C.SS.R. (9 settembre 1997 - 4 novembre 2009 dimesso)
- Michael Brehl, C.SS.R. (4 novembre 2009 - 27 settembre 2022)
- Rogerio Gomes, C.SS.R. (dal 27 settembre 2022)